# Eisriesenwelt
Az Eisriesenwelt barlangrendszer Ausztria Salzburg tartományában, a Tennengebirge területén, Werfen mezőváros területén. Az Eisriesenwelt a világ legnagyobb jégbarlangja, amelynek teljes hossza eléri a 42 kilométert. 1879-ben Anton von Posselt-Czorich salzburgi természettudós fedezte fel, később Alexander von Mörk vezetésével térképezték fel. Ma a barlang mintegy 1000 méteres kiépített része népszerű látványosság, melyet évente körülbelül 200 000-en keresnek fel.

## Környezete és jellemzői
A barlang az ausztriai Werfenhez tartozó Tenneck falu közelében, a Tennengebirgében található, Salzburgtól hozzávetőleg 50 kilométerre délre. Mintegy 42 km hosszú, de csak a legelején állandó a jégtakaró.
A jég a barlangban lévő kéményhatás révén növekszik és marad fenn. Télen a barlangban lévő relatíve melegebb levegő felszáll a kürtőkön át, ezzel a helyére hidegebb kinti légtömegeket szív be körülbelül 1 kilométerig a barlang belsejébe. A szikla tavaszig tárolja a hideg levegőt, és amikor kint melegebb lesz, és a hó megolvad, a víz a szikla hasadékain és repedésein át beszivárog a barlangba, és jéggé fagy. Nyáron a hideg levegő a nagyobb sűrűsége miatt megreked a barlangban, így a jég egész évben megmarad. A barlang belseje nyáron valamennyire felmelegszik, ekkor az alsó jégtakaró 5-10 cm-es része megolvad, majd a következő tavasszal a jég újból visszanő. Összességében a jégmennyiség nem csökken, valójában egy kicsit mindig több lesz.
A barlang bejárata 1656 méteres tengerszint feletti magasságban nyílik. Az Eispalast (Jégpalota) nevű terme után már nincsenek összefüggő jégtakarók, a vezetett túra ott ér véget. Az Eispalasttól meredek járat vezet az U-Tunnelig, ezt követi a Midgards fantázianevű rész. Ez az üreg a legnagyobb a barlangban, mintegy 8-30 méter széles. Innen a mellékágak több irányban elágaznak. A barlang végét az 1595 m-en fekvő Neue Welt (Újvilág) jelenti. Az első világháborúban elesett barlangkutató, Alexander von Mörk urnája az egyik barlangjáratban lett elhelyezve.

## Geológiája
A Tennengebirge-hegység a harmadkor végén, a pleisztocén Würm-glaciálisában (eljegesedési periódusában) alakult ki. A hegység az Osztrák-Alpok egyik masszívuma, egyben a Salzburgi-Alpok legnagyobb karsztfennsíkja, amely 2100-2300 méterre emelkedik, az Eisriesenwelt ennek a fennsíknak a peremén található. Az Eisriesenwelt létrehozásához a Salzach folyó is hozzájárult, amely mély völgyeket erodált a hegybe, ennek peremén nyílik a barlang. Az Eisriesenwelt dachsteini mészkőben alakult ki közel kétmillió évvel ezelőtt, a folyamatok még ma is zajlanak. A karsztos kialakulás ellenére cseppkövek szinte egyáltalán nem találhatók benne, mivel az alacsony hőmérséklet megakadályozta a mészkő feloldódását és kiválását.

## Története
A barlangot 1879-ben Anton von Posselt-Czorich salzburgi természettudós fedezte fel. Abban az időben körülbelül 200 méterre sikerült bejutnia a barlang belsejébe. Innentől nem tudott továbbhaladni, mivel a jégtakaró túl meredek lett számára, és a kezdetleges felszerelése elégtelennek bizonyult. Visszafordulásának pontját egy fekete kereszttel jelölte a sziklán, amelyre Posselt-Kreuzként hivatkoznak. Később a barlang feledésbe merült.
1913-ban néhány kutatónak, köztük Alexander von Mörknek sikerült meghódítania a jégtakaró legmeredekebb részét, a Nagy jégfalat (Großen Eiswall). Alexander von Mörk volt az első kutató, aki át mert kelni a Vihar-tavon (Sturmsee), egy kis szifonon, amely akkor víz alatt volt. Mögötte egy hatalmas termet fedezett fel, amelyet később róla neveztek el. 1914-ben von Mörknek be kellett vonulnia katonának az első világháború miatt, ahol 27 évesen elesett. Utolsó kívánsága az volt, hogy hamvait az Eisriesenweltnél temessék el. Ez a kívánsága teljesült, urnáját az 1920-as évek közepén felfedezett Alexander-von-Mörk-Domban temették el.
Az első világháború befejezése után Friedrich Oedl (1894–1969) salzburgi ügyvéd vezette a kutatásokat 1919-től, amiben testvére, Franz Robert Oedl és Leopoldine Fuhrich támogatta. Ő alapította meg az első szálláshelyet, a Forscherhüttlt a barlang bejáratának közelében, az épületet később róla nevezték el. Az Eisriesenwelt földtulajdonosa az Osztrák Szövetségi Erdészet (Österreichische Bundesforste). Velük a Salzburger Verein für Höhlenkunde egyesülete megállapodott egy előzetes bérleti szerződésben, amelyet az 1928-ban általuk alapított Eisrisenwelt-Gesellschaft m.b.H. (amelynek első vezetője Oedl volt) hosszútávú szerződéssel erősített meg. A bevétel a barlang feltárására és fejlesztésére szolgál, az állami erdészet pedig a belépési díjak előre megállapított százalékát kapja meg. 1953-ban az egysávos út is elkészült, két évvel később pedig kabinos felvonót adtak át, amelyet aztán 2015-ben felújítottak.

## Turizmus
Az Eisriesenwelt első idegenvezetéses látogatásaira 1920-ban került sor. Ma egy felvonó napi 2500 vendéget szállít a barlang bejáratának környékére a Dr.-Friedrich-Oedl-Haushoz, évente mintegy 200 000-en keresik fel a helyszínt. A barlang ugyan ki van építve, de állandó világítással nem rendelkezik. A látogatók karbidlámpákat kapnak, a vezetők pedig égő magnéziumszalag fényével világítják meg az öt jégfigurát.
A turisták a jegyeket online vagy a látogatóközpontban vehetik meg. Lehetőség van csak a barlangba vagy a felvonóra jegyet venni, de a kettőre együtt kedvezményt adnak. A látogatóknak figyelembe kell venniük, hogy az emelkedő leküzdése a látogatóközponttól az alsó felvonóállomásig és a felvonó hegyi állomásától a barlang bejáratáig mintegy 20-20 percet tesz ki, a felvonót kihagyó meredek hegyi útvonal pedig plusz másfél órát jelent. Az 1400 lépcsőfok megmászásával (700 felfelé és ismét 700 lefelé) a barlangtúra is bizonyos fizikai felkészültséget igényel. A helyszínt nem látogathatják mozgáskorlátozottak és megfelelően meleg öltözékkel nem rendelkezők, de kisgyermekeknek és szívbetegeknek sem ajánlott a részvétel. A vezetett túrák a létszámtól függően dinamikusan, csúcsidőben 6 percenként indulnak és körülbelül 70-80 percig tartanak. A barlangon belül tiltják a filmezést és a fényképezést, amit a rossz fényviszonyok, a veszélyes helyszín, a hideg, valamint a többi turistacsoporttal való összetalálkozás elkerülése indokol.
A barlang általában május 1. és október 26. között áll nyitva a látogatók előtt. A téli hónapokban a barlang bejárata a magas alpesi fekvése és a lavinaveszély miatt nem megközelíthető.

## Galéria

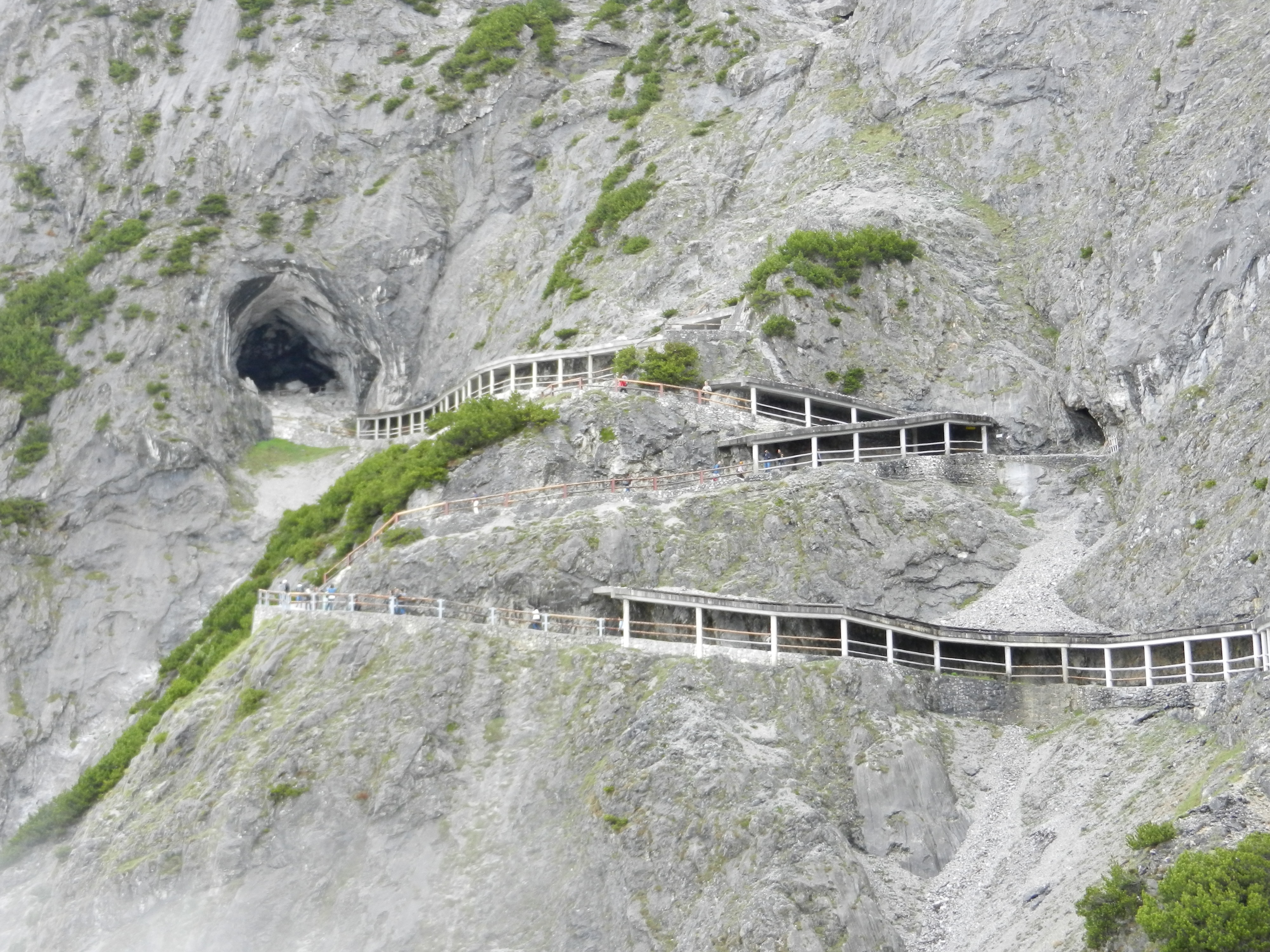
Feljáró a barlang bejáratához
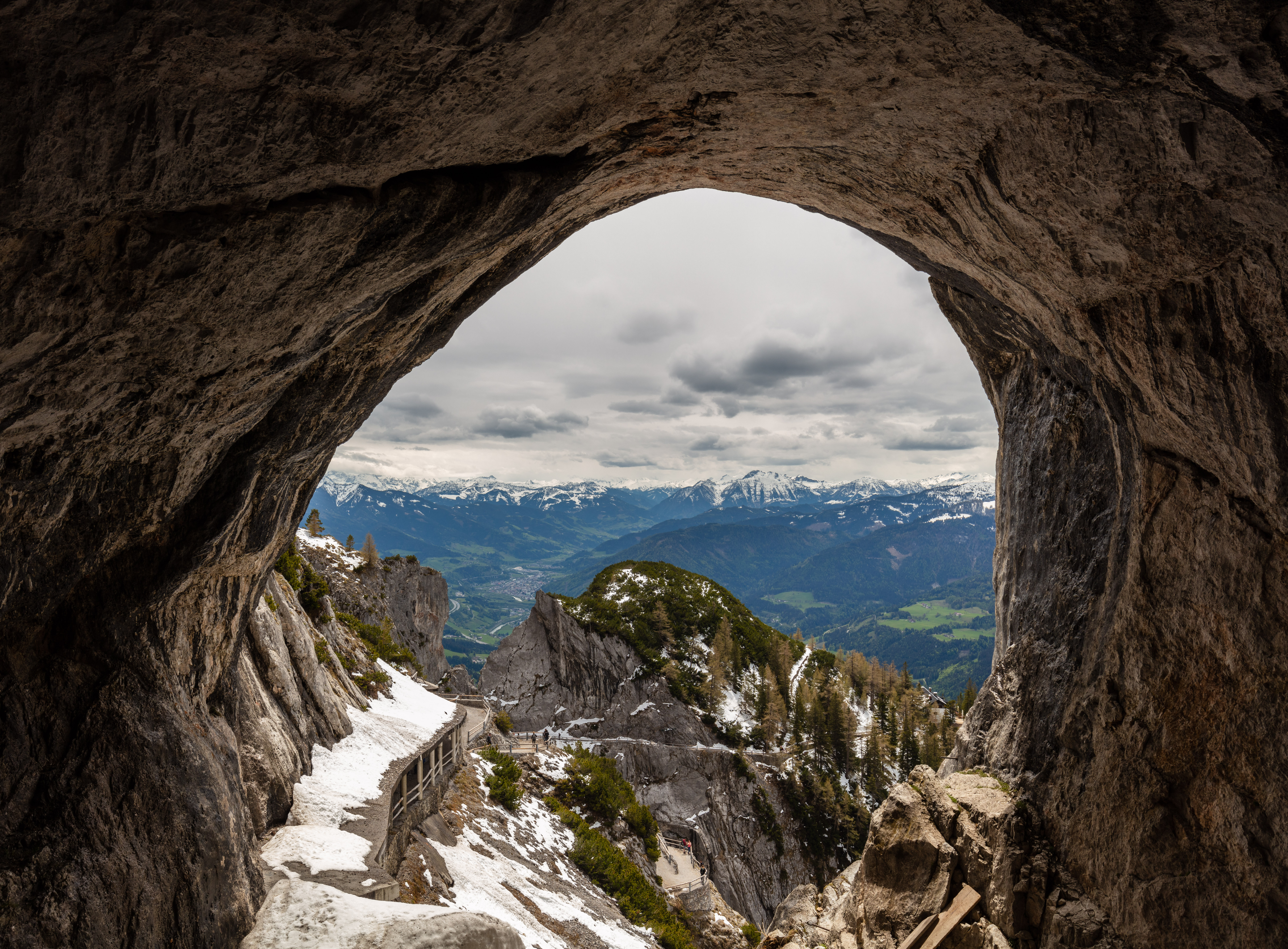
Kilátás a barlang szájából
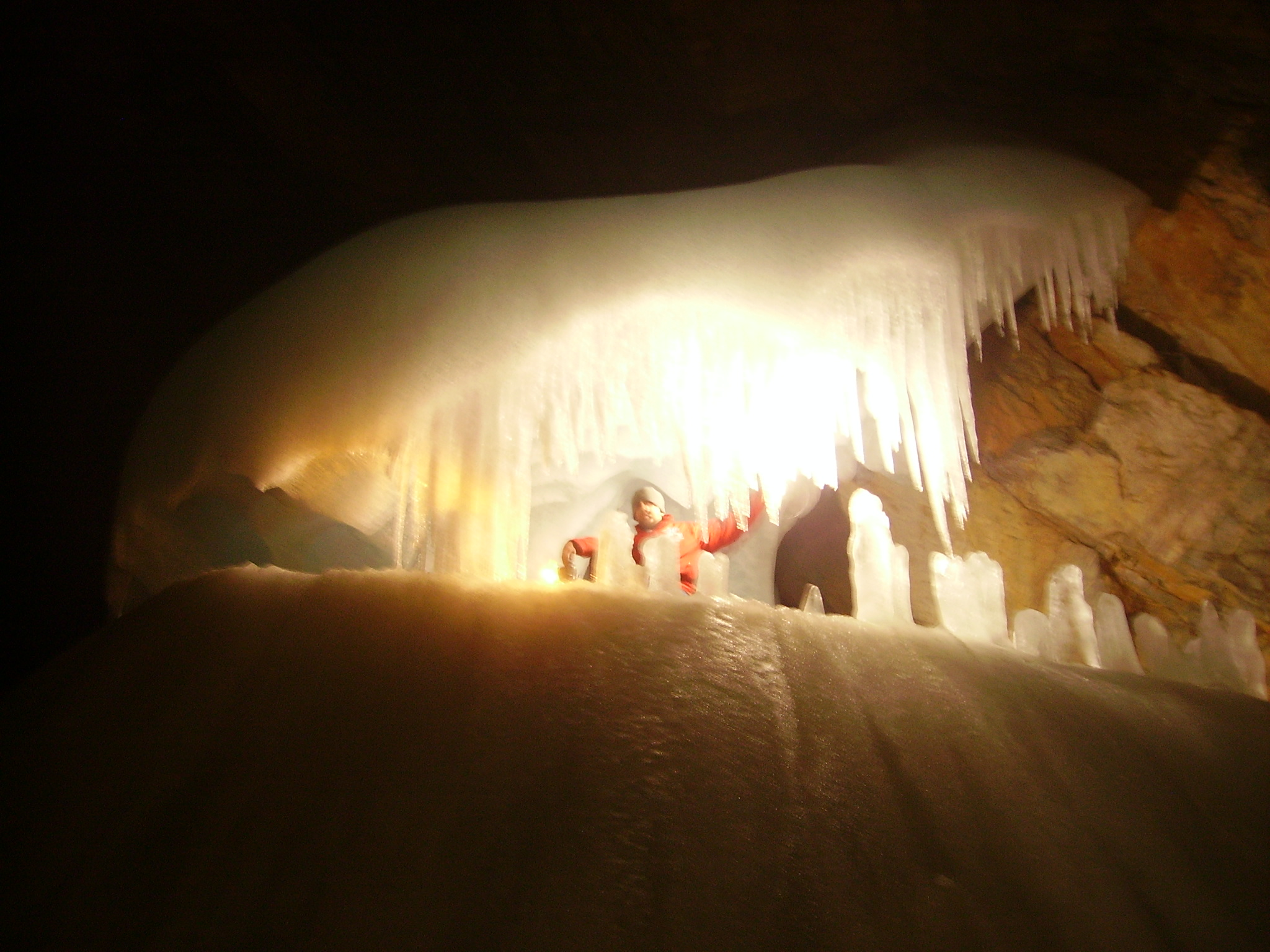
Világítás magnéziumszalaggal
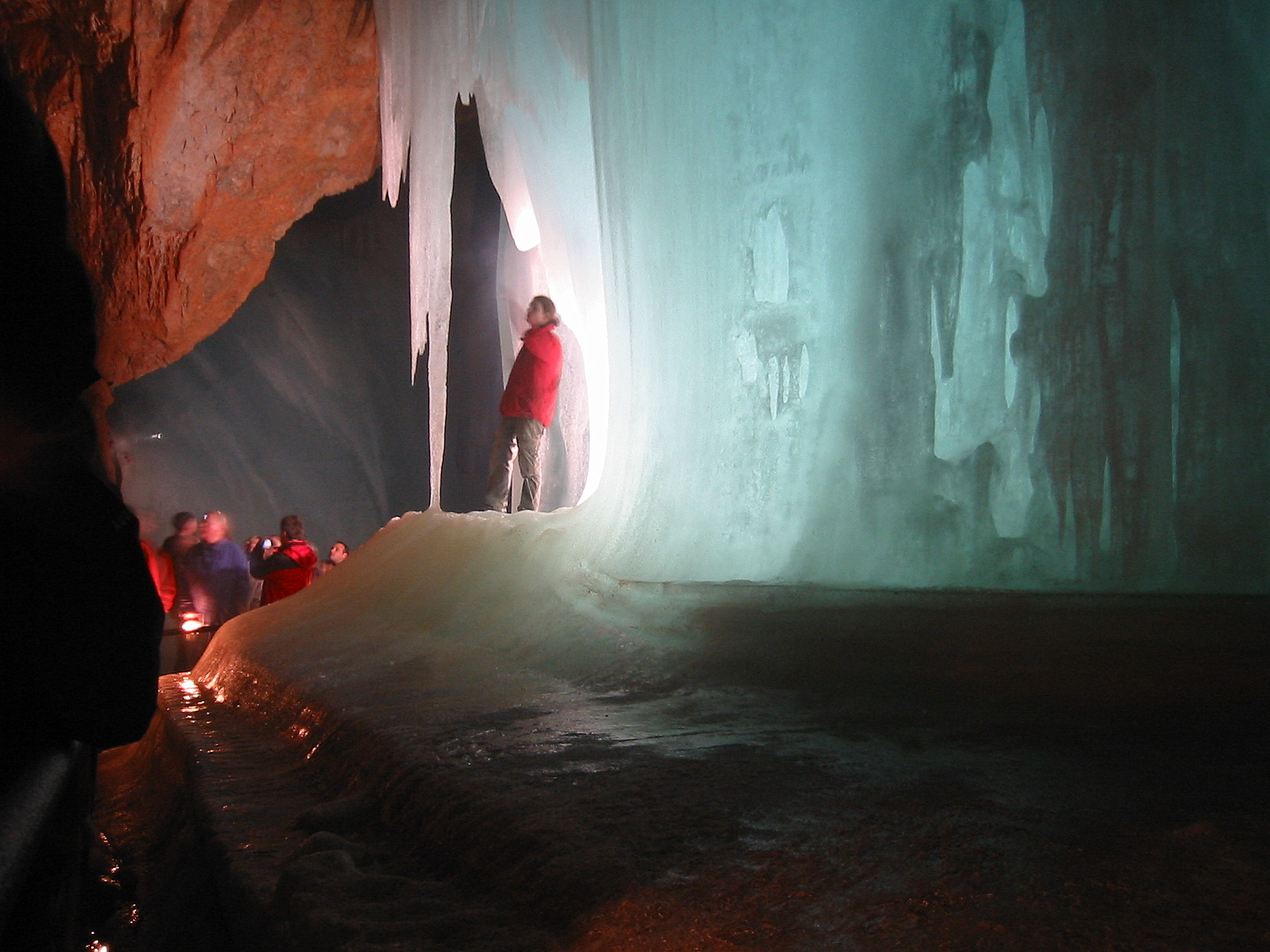
Turisták a barlangban
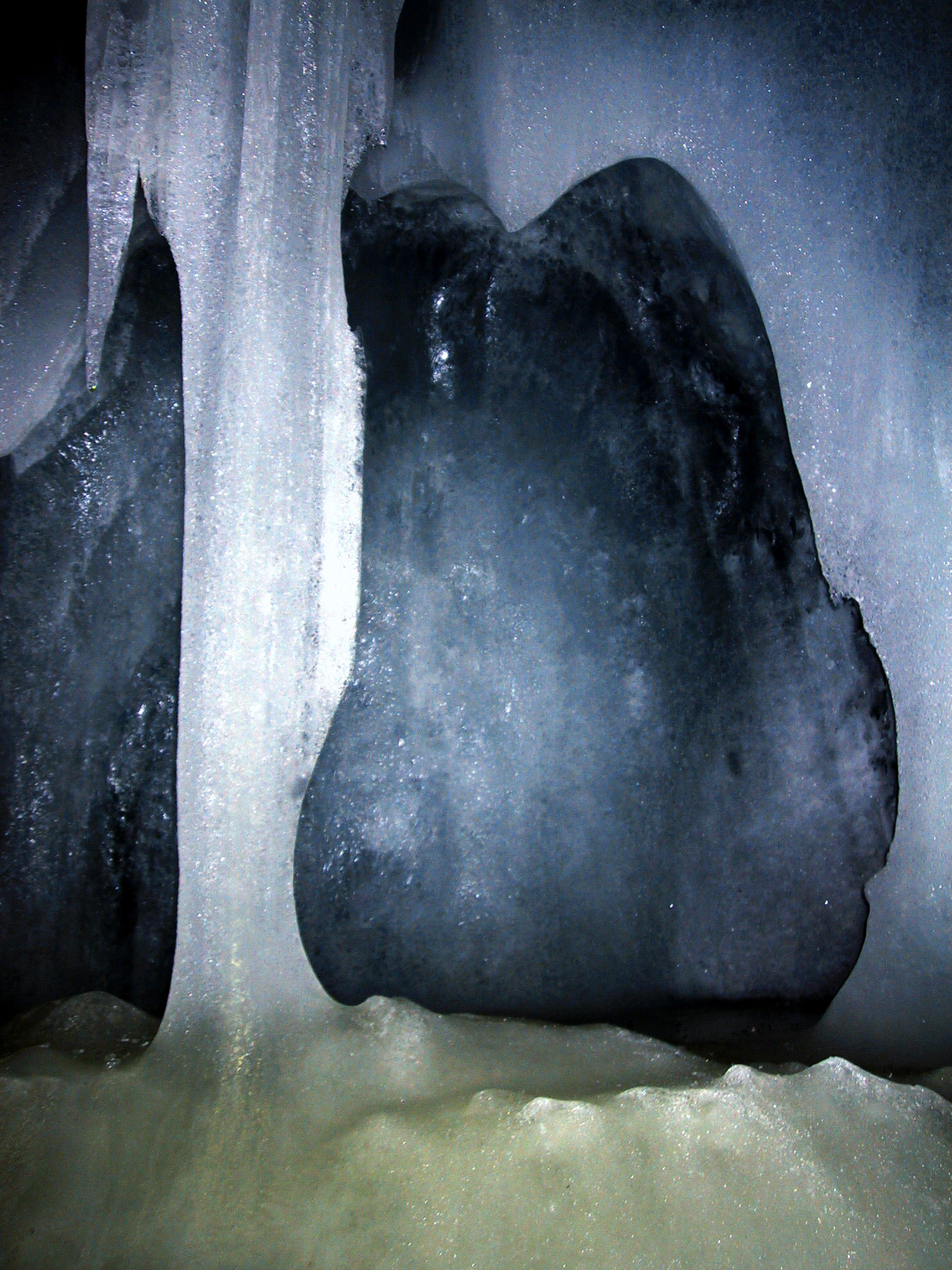
Jégsoszlop
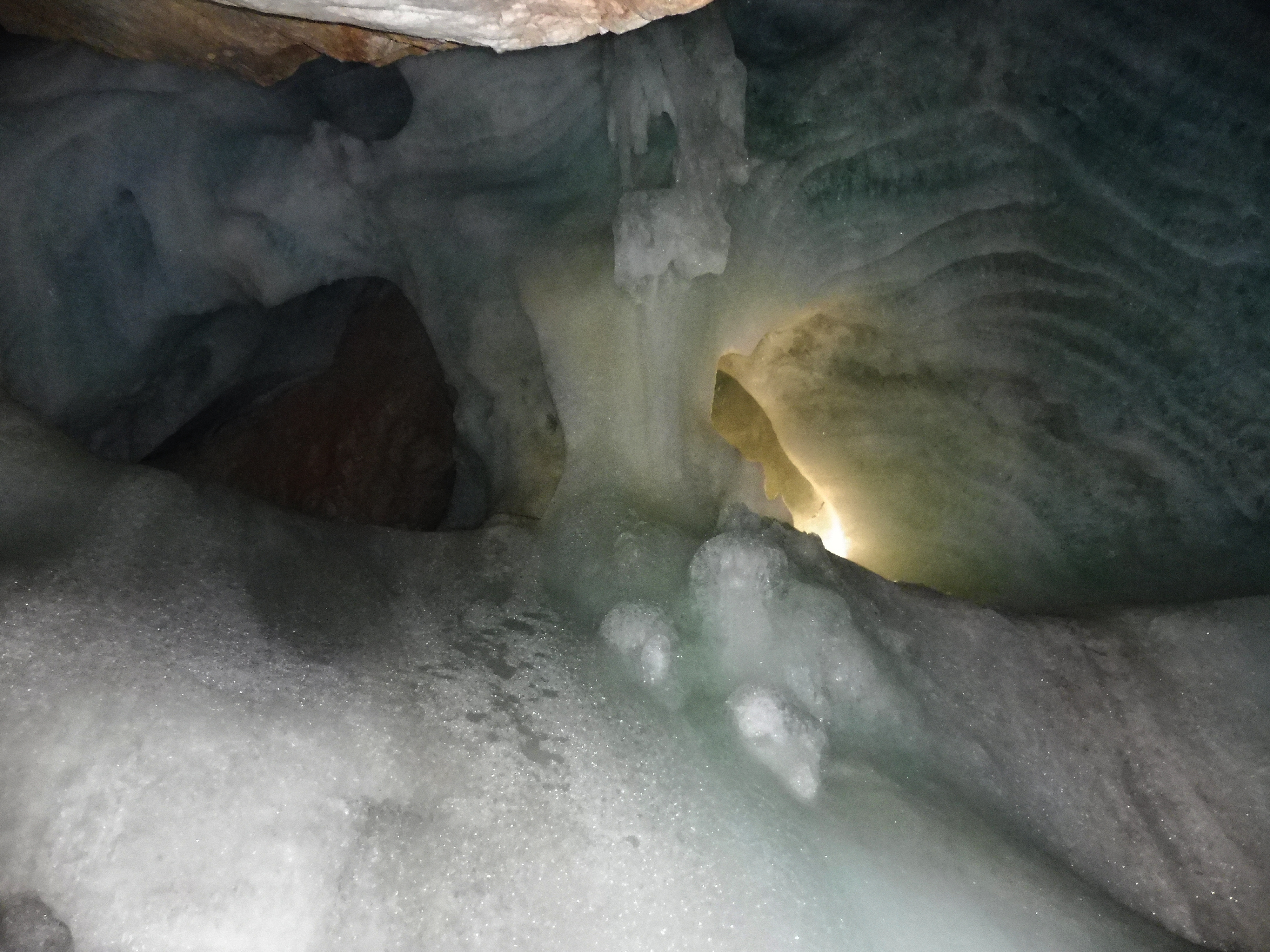
Vastag jégtakaró
Régi színezett képeslapon
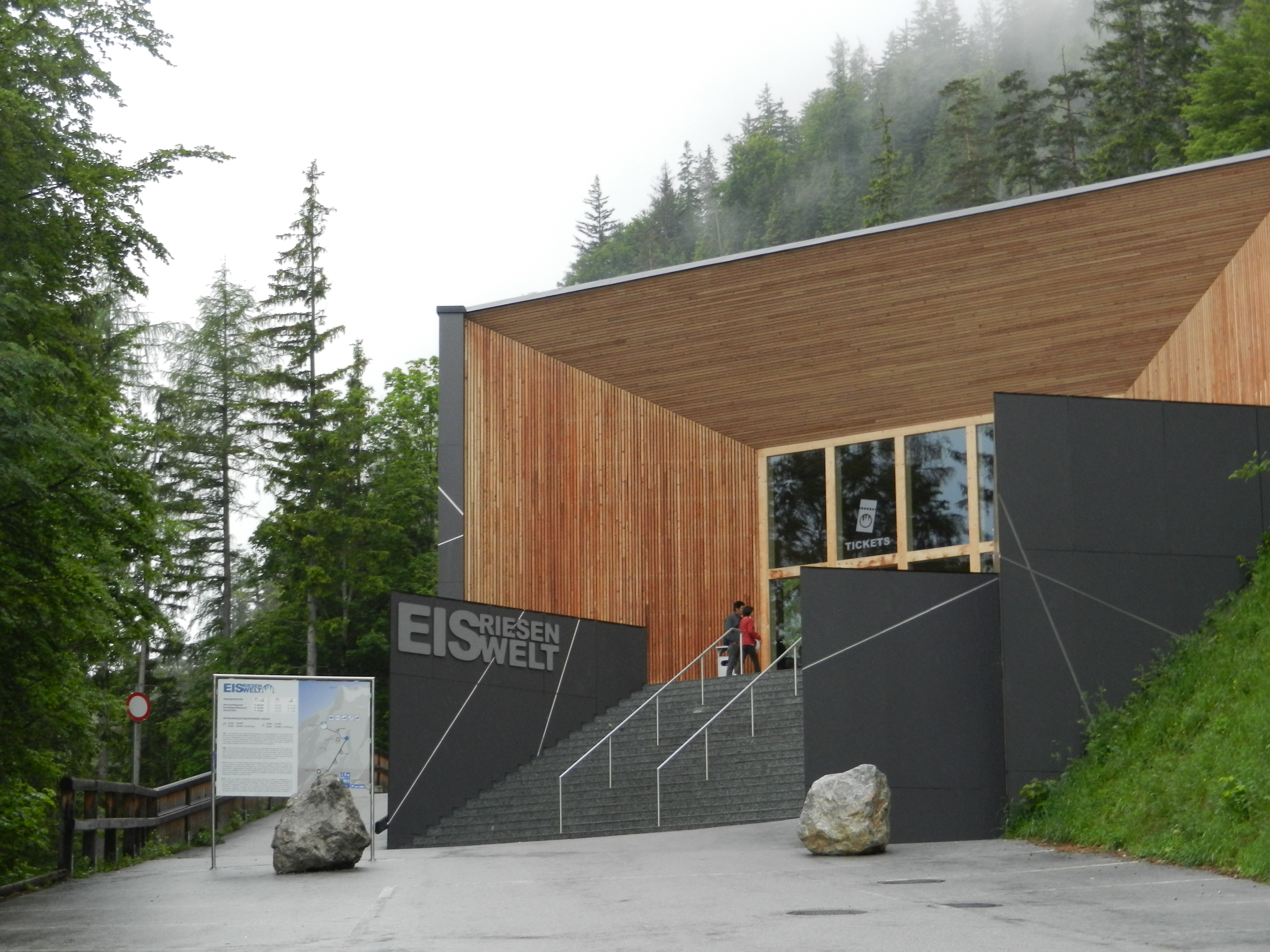
A modern látogatóközpont
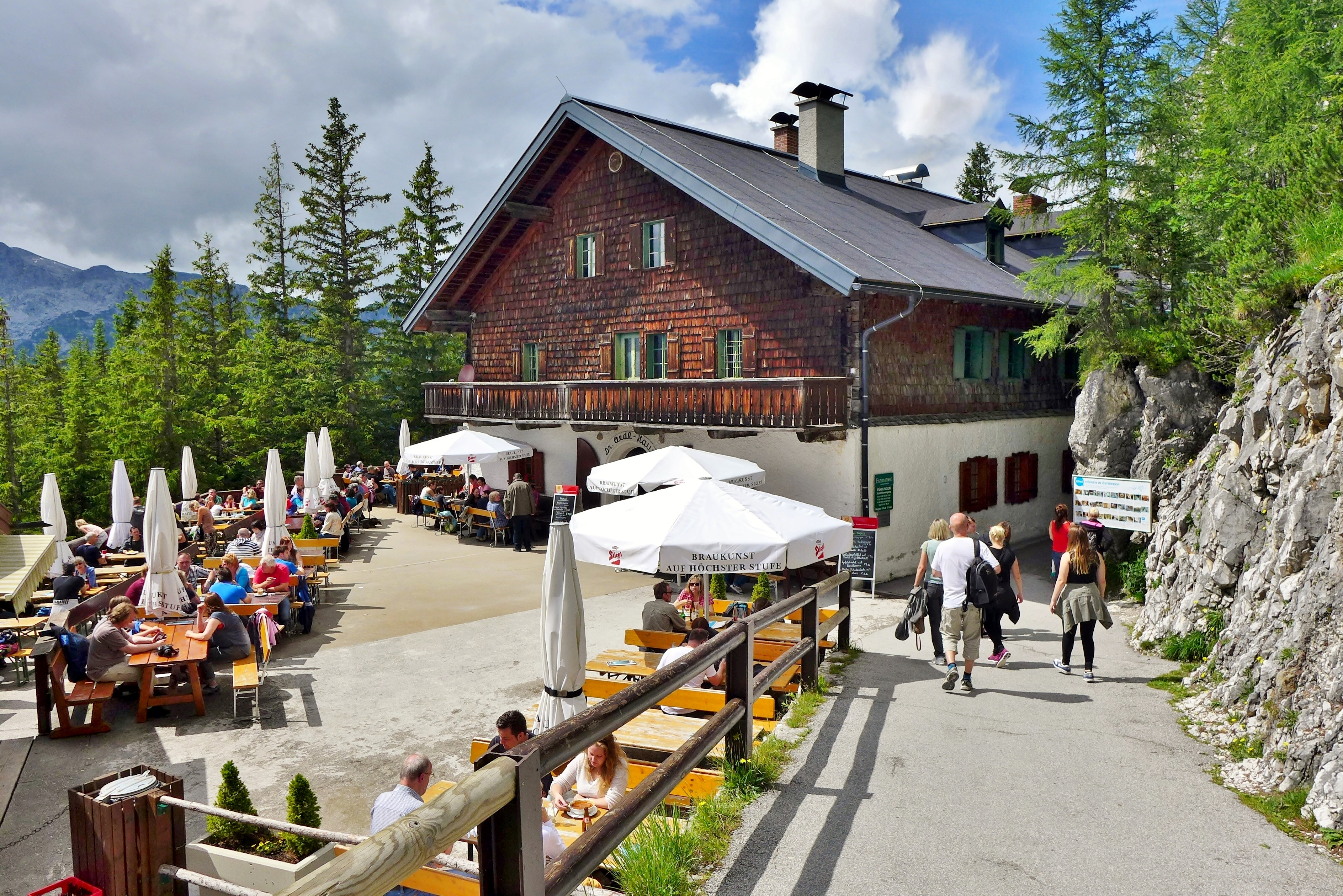
A Dr. Oedl menedékház
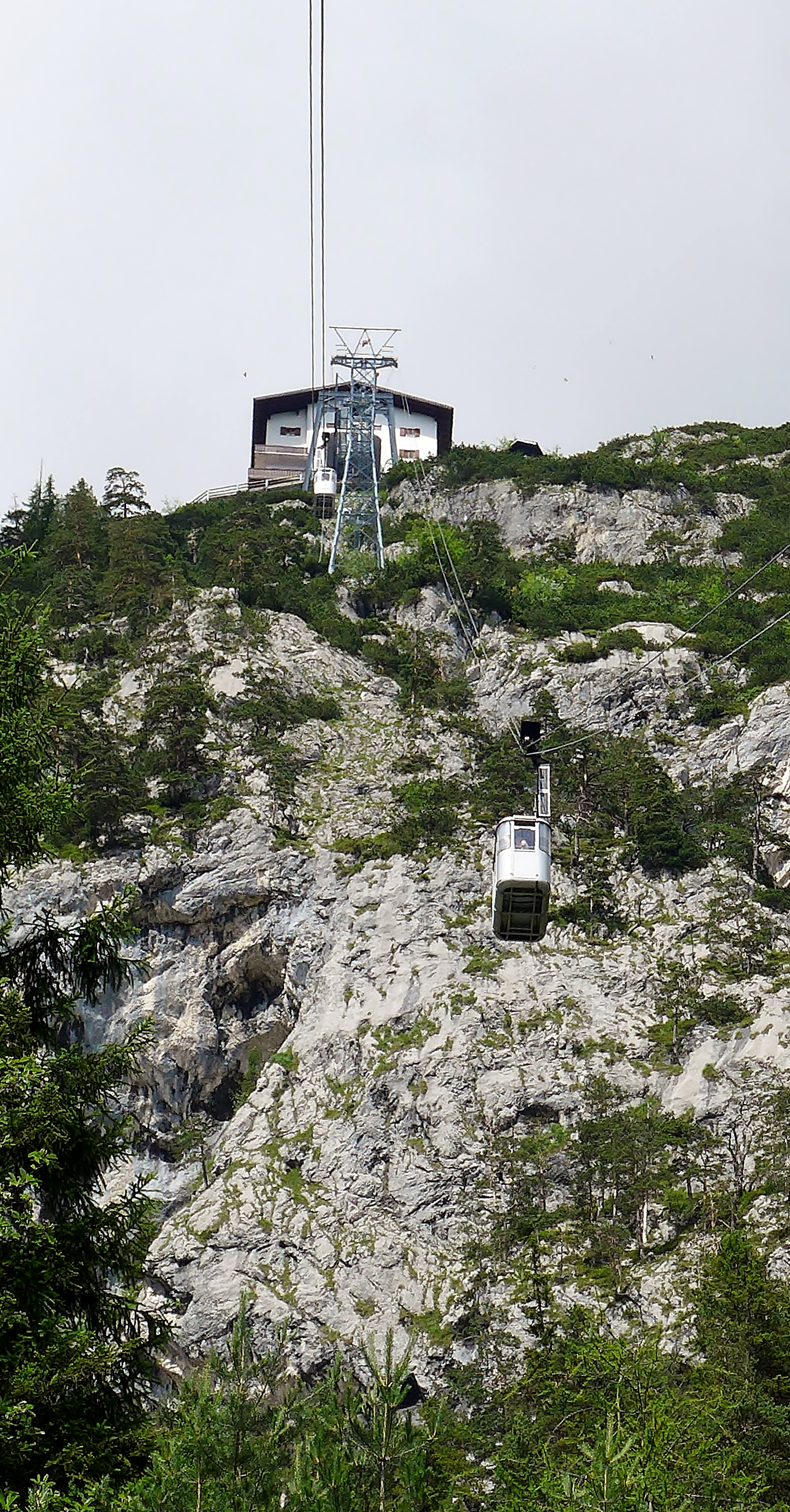
A felvonó 2014-ben, még a felújítás előtt
A jeges részek hosszmetszete
A látogatható rész alaprajza

## Fordítás
Ez a szócikk részben vagy egészben  az   Eisriesenwelt című német Wikipédia-szócikk ezen változatának fordításán alapul.  Az eredeti cikk szerkesztőit annak laptörténete sorolja fel. Ez a jelzés csupán a megfogalmazás eredetét és a szerzői jogokat jelzi, nem szolgál a cikkben szereplő információk forrásmegjelöléseként.